# 合田一家
合田一家（ごうだいっか）は、山口県下関市に本部を置く指定暴力団。構成員数は2023年末の時点で約30人。

## 来歴
篭寅組の代貸であった合田幸一が昭和23年（1948年）頃に下関市を本拠地として『合田組』を結成、これを直接の起源とする。昭和43年（1968年）をもって『合田一家』と名を変え、その後数代を経てゆく過程で反目勢力との対立抗争を繰り返しながら勢力を拡大していった。昭和62年（1987年）に山中大康こと李大康が五代目を襲名したのち、山口県下の反目勢力を次々と吸収、県全域を勢力範囲とするまでになった。福岡県北九州市にも勢力を持つ。

### 初代籠寅組
保良浅之助が設立した。

### 二代目籠寅組
保良浅之助の長男・保良寅之助が籠寅組二代目を継いだ。

### 合田組・初代合田一家
昭和23年（1948年）頃、合田幸一が籠寅組を引き継ぐ形で合田組を設立した。合田幸一は、籠寅組の代紋を継いだが、恐れ多いとの事で籠寅組の家名は継がなかった。
昭和45年（1970年）、合田幸一の提唱により反山口組同盟・関西二十日会が結成された。加盟組織は、初代合田一家、大阪市の二代目松田組、神戸市の忠成会、姫路市の木下会、岡山市の初代浅野組、広島市の共政会、北九州市の初代工藤会など。

### 二代目合田一家以降
昭和50年（1975年）に合田幸一が死去し、浜部一郎が後を継ぐ。
昭和58年（1983年）、浜崎彰が三代目を継ぐが翌昭和59年（1984年）に病死。
翌昭和60年（1985年）に川崎友治が四代目を継ぐも翌昭和61年（1986年）に病死、と合田一家は相次いで総長を失った。

### 五代目合田一家
翌昭和62年（1987年）に山中大康が五代目を継いで体制の立て直しに入る。
昭和63年（1988年）、「西日本二十日会」が結成された。山口組を仮想敵とした「関西二十日会」とは違い親睦団体であった。西日本二十日会の加盟団体は、唐津市の西部連合、下関市の五代目合田一家、広島市の三代目共政会、尾道市の初代俠道会、笠岡市の三代目浅野組、松山市の松山連合会、岡山市の木下会、徳島市の勝浦会、高松市の初代親和会、大阪市の波谷組。
平成3年（1991年）、西日本二十日会解散。
平成4年（1992年）7月27日、山口県公安委員会から指定暴力団に指定された。

### 六代目合田一家
平成6年（1994年）2月、合田一家若頭・温井完治が合田一家六代目を継いだ。五代目山口組舎弟頭補佐・大石誉夫（後の六代目山口組顧問）が後見人となった。
平成8年（1996年）2月、四代目共政会、二代目俠道会、三代目浅野組、六代目合田一家、親和会は、親睦会「五社会」を結成した。
六代目山口組若頭となった高山清司が温井六代目の新たな後見人になった。

### 七代目合田一家
温井完治六代目の引退を受け、六代目体制の最高幹部であったの末広誠（四代目小桜組組長）が2009年9月に七代目を襲名。

### 八代目合田一家
2025年5月23日、新井鐘吉若頭（五代目小桜組組長）が八代目を襲名。盃儀式で後見人を六代目山口組竹内照明若頭、取持人を六代目共政会荒瀬進会長、媒酌人を六代目共政会幹部矢賀垰徹が務めた。末広七代目は名誉顧問に就任した。
2025年5月30日、稲川会館を訪れ、関東の組織（双愛会、松葉会、住吉会、東声会、稲川会）に襲名披露挨拶を行った。

## 歴代総長
- 籠寅組初代：保良浅之助
- 籠寅組二代目：保良寅之助
- 合田一家初代：合田幸一
- 合田一家二代目：浜部一郎
- 合田一家三代目：浜崎 彰（1983年 - 1984年）
- 合田一家四代目：川崎友治（1985年 - 1986年）
- 合田一家五代目：山中大康（本名：李 大康）（1987年 - ）
- 合田一家六代目：温井完治（1994年 - ）
- 合田一家七代目：末広 誠（本名：金 教煥[12]）（2009年 - 2025年5月）→八代目合田一家名誉顧問
- 合田一家八代目：新井鐘吉（2025年5月 - ）

七代目合田一家

#### 総長
新井鐘吉

#### 最高幹部
若　頭 - 砂田信一郎（砂田組組長）
総長補佐 - 片山洋二朗（三代目一松組組長）
舎弟頭 - 皿田正信（二代目岡村組組長）
特別相談役 - 早田義雄

#### 執行部
本部長 - 阪本 絋 (阪本組組長)
若頭補佐 - 金ヶ江二郎（六代目小桜組組長）
若頭補佐 - 金子正守（金子組組長）
若頭補佐 - 石津匡規（六代目甲斐組組長）
若頭補佐 - 橋村泰志（橋静組組長）
若頭補佐 - 江口竜也（江口組組長）

#### 相談役
成田清郎
大藤相介

#### 舎弟
那須三四志
吉田光晴

#### 幹部
松本雄太朗
吉村憲二

#### 直轄
古本 正
中野 実
池本尚幸
杉野直樹

#### 名誉顧問
末廣 誠

## エピソード
昭和60年の四代目・川崎友治総長の襲名披露をフジテレビが取材しており、同年7月に「木曜ファミリーワイドーTHE ヤクザ」として放送された。同番組では野坂昭如が津川組（後に工藤会）組長、山中大康・小桜組組長（後の五代目総長）などの組幹部へのインタビューを行う一方、指を詰めたり、刑期を終えて出所するも間もなく死亡するなど、末端の組員の実情も取り上げられた。

## 傘下組織

### 小桜組
七代目合田一家の二次団体。
- 初代   - 加藤政雄（本名：崔 政雄）
- 二代目 - 加藤法龍（本名：崔 法龍）
- 三代目 - 山中大康（本名：李 大康）（五代目合田一家総長）
- 四代目 - 末広 誠（本名：金 教煥)（七代目合田一家総長）
- 五代目 - 新井鐘吉（本名：朴 鐘吉)（七代目合田一家若頭→八代目合田一家総長）